# シバンムシ
シバンムシ（死番虫）は、シバンムシ科(Anobiidae)に属する甲虫の総称である。

## 特徴
1995年現在で世界から約2,000種、日本から62種が記録されており、最終的には全世界で既知種の数倍、日本産は150種程度には達すると推測されている。成虫の形態は長楕円形から円筒形で、色彩は赤褐色から黒色。体長は1 - 数ミリメートル程度。長楕円形のものの外形は、カブトムシの雌をごく小さくしたようにも見える。基本的に枯死植物に依存する食性であり、乾燥木材を主に食べる食材性の群と、きのこを主に食べる食菌性の群に大別される。食材性の群は幅広い食性の転換を起こしており、種子食や虫こぶ食、書籍を加害するもの、乾燥動物質すら食べて世代を完了できるものなどを含むため、経済的に重要な家屋害虫となっているものが数多く知られる。
幼虫はこうした食物の中に穿孔して生活しており、体色は白色。頭部は褐色で、カブトムシのようなコガネムシ上科の幼虫と同様にCの字型に体を曲げている、いわゆる地虫型である。蛹は老熟幼虫が肛門から出る分泌物で糞や食いかすをつづって作った繭の中におり、最初は白色であるが、次第に眼の部分が着色する。
分化の中心は熱帯にあるものの、多くの害虫種は旧北区起源の温帯適応種であり、縁の近いナガシンクイムシ科の害虫種のほとんどが熱帯起源であることと好対照をなす。ただし、食品害虫として顕著なタバコシバンムシとジンサンシバンムシは熱帯起源である。

## 名の由来
シバンムシの英名はdeath-watch beetleであり、これを元に死番虫という和名が作られた。ヨーロッパ産の木材食のマダラシバンムシの成虫は、頭部を家屋の建材の柱などに打ち付けて雌雄間の交信を行う習性を持つ。この音は時計の秒針の音に似ているが虫の姿が見えず音だけ聞こえることから、死神が持つ死の秒読みの時計（death-watch）の音とする俗信があり、そこからdeath-watch beetleの名が付けられたという説がある。ただしdeath-watchの本来の意味は「死神の時計」ではなく「臨終を看取ること」であり、ブリタニカ百科事典などによると、臨終の場で枕頭に詰めている人々が息をひそめている静寂の中でシバンムシの音が聞こえる（シバンムシの音はごくかすかで、そのような時でなければ聞こえない）ことからdeath-watch beetleという名が付いたとされている。

## 食性
害虫を多く擁する食材群のシバンムシの食性の特性は、他のナガシンクイ上科の昆虫と比較してみるとわかりやすい。ナガシンクイムシ科の場合、成虫も幼虫と同様に盛んに摂食（後食）を行い、盛んに発生源である木材などに穿孔を繰り返す。しかし、シバンムシの場合、成虫になると摂食は行わず、産卵のためにも餌に穿孔することはない。また、ナガシンクイムシ科やヒラタキクイムシ科（またはナガシンクイムシ科ヒラタキクイムシ亜科）の昆虫は材の柔組織に含まれるデンプンやタンパク質（アミノ酸）を成長に必要とするのに対し、シバンムシはこうした栄養素に富んだ辺材部だけでなく、もともとそうした栄養素をほとんど含まない心材や、利用しやすい栄養素がほとんど失われた古材も区別せずに摂食して発育することができる。それのみならず解毒能力も非常に強力で、多くの昆虫にとって有毒なアルカロイドを多く含む乾燥植物質を利用できるものもあることが知られている。こうした食性の適応力の高さは、腸管内の共生酵母に拠っているところが大きく、成長に必要なビタミンや必須アミノ酸をこの酵母が合成していることが知られている。

## 害虫
害虫となっている種は、大きく食品害虫、建材害虫、書籍害虫に分かれる。ただし、相互に重複もある。

### 食品害虫
乾燥動物質から発生するタバコシバンムシとジンサンシバンムシの2種が乾果、乾パン、海苔、昆布、鰹節、乾麺、穀粉といったきわめて多くの種類の乾物を食害するが、畳の藁床なども食害し、次項の建材害虫の要素も有する。この2種はタバコや除虫菊などに含まれるアルカロイドやピレスロイドのような植物毒に対する耐性が高く、ゴキブリを即死させるような猛毒の植物も食べて育つことができる。また顎の力が強いため薄い梱包であれば穴を開け内部に侵入してしまう。そのため、長期保存されている乾燥動・植物質はありとあらゆるものが加害されると言っても過言ではなく、タバコ、香辛料、漢方の生薬なども食害を免れない。博物館の植物標本や昆虫標本の大敵でもあり、ハーバリウムに進入、定着されると防虫剤に対する耐性が高いこともあって、駆除が極めて困難である。
成虫は室内をよちよち歩いていることが多いが、飛ぶこともでき、穏やかな光に対しての走性がある。飛び方は同じ屋内害虫のショウジョウバエに似ており、ゆるやかにふらふらと飛ぶ。羽化後4 - 12日は繭のなかでじっとしており、性成熟を待つ。生活環は季節にもよるが、年2 - 3世代。ジンサンシバンムシで一生は90日。成虫は温度により10 - 25日程度生存し、低温のほうが長寿であるが、大型の雌に産卵させずにおくと1ヶ月以上生存する。暖かい季節が成虫の活動期で、5 - 11月に主に現れ、保温性がよい屋内では真冬でも出現することがある。低温で幼虫の蛹化が抑制され、幼虫で越冬する。東京都の調査では、調査した400軒中、全ての家屋で発見された。

### 建材害虫
日本では、ケブカシバンムシ、マツザイシバンムシ、オオナガシバンムシの3種が広く分布し、建造物や家具、仏像、民具の素材となっている木材を激しく加害する。被害の進行はゆるやかで、なおかつ外部に食いかすが目立って排出されたりすることもあまりなく、成虫の脱出口も目立たないため、気がつかない間に表面の薄皮一枚と、材の硬い部分を残して、内部がほとんど粉状の食いかすだけという状態となってしまっていることも稀ではない。そうなると、外見に特に変化はなくとも、博物館資料、文化財としてなどの特殊な価値があるものを除き、実用に耐えられず廃棄せざるを得ない。
ほかに、カツラクシヒゲツツシバンムシ（ノウタニシバンムシ）やクロノコヒゲシバンムシが特殊な状況で建材に大きな被害をもたらした記録があり、ヨーロッパで広葉樹材で作られた家具をよく加害するヒゲナガホソシバンムシが1990年になって日本に侵入、定着したことが確認された。
ヨーロッパでマツ科の用材をよく加害することが知られているエゾマツシバンムシは、日本に分布し、野外で稀ではないが、国内での建材の被害報告は2011年に初めて日光市の中禅寺本堂（立木観音堂）から報告された。ただし、食害の状況はオオナガシバンムシのものと類似しているため、正確な特定には虫の死骸の分析などが必要である。
木材以外では、クシヒゲシバンムシと先述のタバコシバンムシが、畳を食害する。タバコシバンムシが藁床の部分を食害するのに対し、クシヒゲシバンムシは畳表と麻糸だけを食害する。また、畳がシバンムシに食害されると、天敵であるシバンムシアリガタバチとクロアリガタバチがやはり発生し、これらの毒針によって刺される健康被害も発生することが知られている。

### 書籍害虫
シバンムシ類は書籍などの紙を食害し、特にフルホンシバンムシとザウテルシバンムシの種による食害が最も多く被害も甚大である。
フルホンシバンムシは和紙、特に江戸時代末期の糊の使用量の多い和紙で作られた古書を激しく加害し、ザウテルシバンムシは和書、洋書を問わず加害する。
シバンムシ類は書籍や古文書、掛軸などの表面に直径1mm程度の虫孔を穿ち、そこからトンネルを掘って食害する。被害が進行すると紙が細片となり、判読、修理のいずれも不能な状態に陥る。古来「紙魚の害」と呼ばれたものの多くはこれら書籍食性のシバンムシによるものであると考えられている。シミによる被害は書物の表面をなめるようにかじるのみで穿孔することはない。図書館の一部では、これらの駆除をするため、減圧燻蒸装置を導入している。

## リンク
- News Up “その虫” 悩んでいませんか？ -NHKがアース製薬に取材したレポート
  - News Up “その虫” 悩んでいませんか？ - ウェブ魚拓
- シバンムシ類 - 札幌市